# Duch Llana Estacada
Duch Llana Estacada (Der Geist des Llano Estacado) je dobrodružný román německého spisovatele Karla Maye, jedno z jeho nejznámějších děl. Odehrává se v pustině Llano Estacado na pomezí Texasu a Nového Mexika, a vystupuje v ní řada známých postav Mayova Divokého západu – Vinnetou, Old Shatterhand a mnozí další. Je druhým dílem volného cyklu Mezi supy.

## Německá vydání
Román nejprve vycházel v roce 1888 na pokračování ve stuttgartském časopise pro mládež Der Gute Kamerad (Dobrý kamarád) a prvního knižního vydání se dočkal roku 1890. Již tehdy vyšel v jednom svazku společně s dějově předcházejícím Synem lovce medvědů (1887, Der Sohn des Bärenjägers) pod názvem Hrdinové ze Západu (Die Helden des Westens). Roku 1914 vymyslelo nakladatelství Karl-May-Verlag pro své upravené a zkrácené společné vydání obou románů nový titul Mezi supy (Unter Geiern) a pod tímto názvem vydává obě díla jako pětatřicátý svazek Sebraných spisů Karla Maye dodnes. Jiná německá nakladatelství vydávají román buď samostatně nebo také společně se Synem lovce medvědů, a to jak pod názvem Mezi supy, tak i pod původním Mayovým názvem z roku 1890.

## Děj
V téměř detektivním románu Karel May vypráví o boji Vinnetoua, Old Shatterhanda, Hobble Franka, Dlouhého Davyho, Tlustého Jemmyho a „ducha prérie“ Bloodyho Foxe se skupinou stakemanů (tyčkařů), tj. padouchů, kteří tyčky, ukazující správnou cestu pouští, přesunují jiným směrem, aby své oběti zahubili žízní a mohli je snadno oloupit. S knihou Syn lovce medvědů je román volně propojen pouze společnými postavami (vystupuje zde i lovec medvědů Baumann a jeho syn Martin).

## České překlady
Čeští čtenáři se mohli poprvé s Duchem Llana Estacada seznámit již roku 1889, kdy jej na pokračování vydal pražský nakladatel Josef R. Vilímek jako přílohu XV. ročníku časopisu Naší mládeži (číslo 1–12) v překladu J. Pekaře a s ilustracemi Karla Thumy. Roku 1895 vyšlo v tom samém nakladatelství a ve stejném překladu i první knižní vydání románu pod názvem Duch prérie (pod tímto názvem román vycházel v Česku, resp. Československu, až do roku 1945) s ilustracemi Karla Thumy a Věnceslava Černého. Na druhé knižní vydání si ale museli čeští čtenáři počkat až do roku 1907. Kniha vyšla v novém překladu Xavera Andrlíka opět v nakladatelství Josef R. Vilímek tentokrát s ilustracemi Josefa Ulricha a Věnceslava Černého. V tomto překladu, ale bez ilustrací, vydal Vilímek román ještě roku 1908. I další vydání z roku 1923, tentokrát v nakladatelství Vojtěch Šeba, vyšlo v překladu Xavera Andrlíka a s ilustracemi Věnceslava Černého.
Ve třicátých letech pokračovalo ve vydávání románu pražské nakladatelství Toužimský a Moravec. Kniha vyšla v tomto nakladatelství (v rámci tzv. Velké řady knih Karla Maye) celkem třikrát, poprvé v roce 1933, podruhé v roce 1934 a potřetí v roce 1941, vždy v překladu Xavera Andrlíka a s ilustracemi Zdeňka Buriana.
Po roce 1945 povolili představitelé komunistického režimu vydat román až roku 1959. Jako 34. svazek své edice Knihy odvahy a dobrodružství ho vydalo tehdejší Státní nakladatelství dětské knihy (SNDK) v Praze ve volném (a zkráceném) překladu Vítězslava Kocourka (skrývajícího se pod pseudonymem Jan Bernard) a s ilustracemi Zdeňka Buriana. V tomto nakladatelství vyšel román ve stejném překladu a se stejnými ilustracemi ještě dvakrát, v roce 1966 a (po přejmenování nakladatelství na Albatros) v roce 1970.
Další vydání povolili komunisté až po devatenácti letech. Kniha vyšla roku 1989 v nakladatelství Olympia v překladu Věry Houbové a s ilustracemi Gustava Kruma. Tento překlad upravený Karlem Houbou vyšel ještě roku 1991 v pražském nakladatelství Český literární klub
Roku 1995 vydalo román pod svým starým osvědčeným názvem Duch prérie s ilustracemi Zdeňka Buriana a v upraveném překladu Xavera Andrlíka z roku 1933 znovu založené nakladatelství Toužimský a Moravec a v tom samém roce opět v překladu Xavera Andrlíka a s ilustracemi Libora Baláka i brněnské nakladatelství Návrat v rámci svého projektu Souborné vydání díla Karla Maye.
Naprostou „raritou“ je sešitové vydání z roku 1991 v Hanáckém nakladatelství A-MOR z Vyškova, ve kterém se vydavateli podařilo text knihy zkrátit na pouhých 48 stran.
Roku 2022 vyšel román v nakladatelství Albatros opět v překladu Vítězslava Kocourka a s ilustracemi Zdeňka Buriana.